# 欢墩镇
欢墩镇是中华人民共和国江苏省连云港市赣榆区一个已撤销的镇。
2013年1月31日，江苏省人民政府批复同意撤销欢墩镇，将其所辖行政区域划归班庄镇。